# Tōkyō Shimbun
Die Tōkyō Shimbun (jap. 東京新聞, wörtlich die „Tokio-Zeitung“) ist eine japanische regionale Tageszeitung. Ihr Hauptverbreitungsgebiet ist die ostjapanische Region Kantō, namentlich die Präfekturen Tokio, Kanagawa, Saitama, Chiba, Ibaraki, Tochigi, Gunma und der Osten von Shizuoka. Sie wird zu den großen Regionalzeitungen Japans („Block“-Zeitungen) gezählt; die Auflage der Morgenausgabe lag in den 2000er Jahren noch über, inzwischen unter 500.000. Im 1. Halbjahr 2021 lag die verkaufte Morgenauflage bei 407.777, die Abendausgabe bei 133.708. Herausgegeben wird sie von der Chūnichi Shimbunsha, dem Verlag der Chūnichi Shimbun, der größten Regionalzeitung von Tōkai/Zentraljapan.
Der älteste Vorläufer, die Konnichi Shimbun (今日新聞, etwa die „Heutige Zeitung“), wurde 1884 im Tokioter Bezirk Kyōbashi gegründet. Ab 1889 hieß sie Miyako Shimbun (都新聞, „Hauptstadt-Zeitung“). Bei der Zeitungskonzentration im Pazifikkrieg wurde diese 1942 mit der 1890 gegründeten Kokumin Shimbun (國民新聞, „Volks-/Bürgerzeitung“) zur Tōkyō Shimbun als Präfekturzeitung von Tokio vereinigt. Damals erschien sie wie die verbliebenen National- (Yomiuri, Asahi, Mainichi) und landesweiten Wirtschaftszeitungen (Nikkei, Sankei) und manche andere Präfekturzeitungen nur als Abendzeitung. Seit 1956 erscheint sie auch als Morgenausgabe. In den 1950er Jahren stieß die Chūnichi Shimbunsha mit der Tōkyō Chūnichi Shimbun (heute Tōkyō Chūnichi Sports) nach Tokio vor. Über die Kokumin Shimbun, die vor dem Krieg mit der Shin Aichi verbunden war, einem der Vorläufer der Chūnichi, bestanden bereits alte Verbindungen zur Tōkyō Shimbun, und 1963 übernahm der Chūnichi-Verlag die Zeitung.
Die Tōkyō Shimbun hat folgende Lokalausgaben:
- in Tokio
  - Toshin (都心; wörtlich „das Herz der to/Hauptstadt/Präfektur“, damit sind meist die heute inneren Bezirke Tokios um Chiyoda gemeint) für die Bezirke Chiyoda, Chūō, Minato, Shinjuku, Shinagawa, Ōta sowie Tokios Inseln (Izu-Inseln, Ogasawara-Inseln),
  - Yamanote (Yamanote war die adlige Oberstadt im Westen und westlich von Edo) für die Bezirke Meguro, Setagaya, Shibuya, Nakano, Suginami, Toshima, Itabashi, Nerima, Kita,
  - Shitamachi (das Shitamachi war die traditionelle Unterstadt von Edo) für die Bezirke Taitō, Sumida, Kōtō, Arakawa, Bunkyō, Adachi, Katsushika, Edogawa,
  - Tama-Musashino für das Tama-Gebiet von Tokio,
- in Kanagawa
  - Yokohama für die Stadt Yokohama,
  - Kawasaki für die Stadt Kawasaki,
  - Kanagawa für den Rest von Kanagawa,
- in Chiba
  - Chiba chūō („Zentral-Chiba“) für die Städte Chiba, Funabashi und umliegende Gemeinden im Westen,
  - Chiba Bōsō für den Osten Chibas mit der Bōsō-Halbinsel,
- in Saitama
  - Saitama chūō („Zentral-Saitama“) für die heutigen Städte Saitama, Kawaguchi und umliegende Gemeinden,
  - Saitama für den Rest von Saitama und
- jeweils eine präfekturweite Ausgabe in Ibaraki, Tochigi, Gunma sowie Shizuoka, wo sie nur in der Stadt Shizuoka und östlich davon (Izu) erscheint.

Die Tōkyō Shimbun hat sich in der Folge des Nuklearunfalls in Fukushima als kritischer Beobachter der Regierung und des Kabinetts Abe im Besonderen verstanden, lehnt aber eine Kategorisierung als „links“ oder „rechts“ ab. Die größte traditionell als „links“ wahrgenommene Zeitung, die Asahi Shimbun, verlor in der Folge eines Falschmeldungsskandals in dieser Zeit einige Leser.